# Murad Bayraktar
Murad Bayraktar (* 23. August 1974 in Witten) ist ein deutsch-türkischer Journalist, Redakteur und Rundfunkmoderator. Er arbeitet als Leiter der HA Programmmanagement beim Deutschlandradio.

## Leben und Ausbildung
Seine Kindheit und Jugend verbrachte Murad Bayraktar in Deutschland und der Türkei. Er wurde in Witten geboren, wuchs dort auf und besuchte die Grundschule. Nach der Grundschule kam er auf Internat in Istanbul und studierte anschließend Anglistik und Amerikanistik an der Universität Istanbul studierte. Parallel arbeitete er bereits für TV- und Radio-Sender in Istanbul.
Nach seiner Rückkehr nach Deutschland im Jahr 1996 absolvierte er ein Magisterstudium in Politik, Soziologie und Anglistik an der Ruhr-Universität Bochum.

## Beruflicher Werdegang

### Frühe Jahre als Journalist (1992–2003)
Ab 1992 arbeitete Bayraktar in Istanbul als Nachrichtenredakteur und freier Journalist. 1997 begann er als freier Mitarbeiter beim WDR, unter anderem für die Sendungen Köln Radyosu und Café Alaturka. Parallel arbeitete er für andere öffentlich-rechtliche Medien, u. a. die Deutsche Welle, und war stellvertretender Chefredakteur des ersten deutsch-türkischen Print-Magazins für Jugendliche in Deutschland Türkis.
Er war Chefredakteur der interkulturellen Onlineplattform cafeterra.de, die vom NRW-Kultusministerium und der Robert Bosch Stiftung gefördert wurde und vom KulturForum TürkeiDeutschland betrieben wurde. Für den türkischen Sender TRT moderierte er 2005 die 13-teilige Fernsehreihe Madem ki oradasınız zur türkischen Jugendkultur in Europa.

### Stationen beim WDR (2003–2025)
2003 wurde Bayraktar Redakteur und anschließend Redakteur mit besonderen Aufgaben beim WDR, zunächst bei Funkhaus Europa (heute Cosmo). Ab 2009 leitete er die türkische Redaktion des WDR. 2013 wechselte er in die Chefredaktion Landesprogramme Hörfunk in Düsseldorf, ab 2017 war er stellvertretender Leiter des WDR-Landesstudios Düsseldorf.
2019 übernahm er die Leitung der crossmedialen Programmgruppe Landesstudios (Abteilung) mit der Gesamtverantwortung für die Marke Lokalzeit auf allen Plattformen. Er war verantwortlich für den Aufbau der Digital-Einheit der Landesstudios.
2021 wechselte Bayraktar in die Senderzentrale nach Köln und wurde dort Leiter der ARD-Koordination beim WDR. Er war damit Teil des Leitungsteams des WDR Newsrooms sowie der Chefredaktion Politik & Zeitgeschehen. In dieser Funktion war er auch für die Auslandsstudios der ARD mitverantwortlich. Zuletzt leitete er kommissarisch die Auslandsredaktion des WDR.

### Deutschlandradio (seit 2025)
Zum 1. Juni 2025 wurde Bayraktar zum Leiter der Hauptabteilung Programm-Management bei Deutschlandradio berufen. Der Bereich verantwortet die Produktion der linearen und non-linearen Audioangebote in Köln und Berlin, einschließlich der Bereiche Sendung & Produktion in Köln und Berlin, Dokumentation & Archive sowie Redaktionssysteme und -prozesse.

## Engagement und Auszeichnungen
Bayraktar erhielt 2005 das John J. McCloy Journalism Fellowship des American Council on Germany und recherchierte in Washington D.C., New York und Kalifornien über multikulturelle Medien in den USA.
Er engagiert sich ehrenamtlich unter anderem im KulturForum TürkeiDeutschland, dem Dokumentationszentrum und Museum über Migration in Deutschland sowie im Verein Neue deutsche Medienmacher*innen, dessen Gründungsvorstand er war.
2008 führte er gemeinsam mit Uwe Schareck Regie bei der türkischen Fassung des Hörstücks Misafir / Gast-Spiele von Deniz Başpınar, das beim WDR-Hörspielwettbewerb „Sind Sie zu fremd, bist Du zu deutsch?“ ausgezeichnet wurde. Auch beim Hörspiel Cenaze / Die Beerdigung von Aydın Işık führte er Co-Regie.

## Publikationen (Auswahl)
- Little Istanbul – Beitrag im Sammelband Was lebst du? (Hrsg.: Ayşegül Acevit, Birand Bingül)
- Zwischen Migration und Integration – Beitrag im Band Zwischen den Welten und amtlichen Zuschreibungen (Hrsg.: Ludger Pries)